# Francisco de Asís (1851)
El Francisco de Asís fue un vapor de ruedas de la Armada Española, perteneciente a la Clase Isabel II. Recibió su nombre en honor a Francisco de Asís de Borbón, consorte de la reina Isabel II de Borbón. Tras el triunfo de La gloriosa, fue renombrado con el nombre de su gemelo hundido en Cuba en 1856 Fernando el Católico, y durante la revolución cantonal recibió el nombre de Despertador del Cantón.

## Historial
Fue autorizado junto con el Isabel II el 21 de junio de 1850, encargándose de su construcción los astilleros londinenses Charles J. Mare & Co., de Blackwall, donde fue botado el 17 de enero de 1851, entrando en servicio pocos meses más tarde. Navegó inicialmente por aguas peninsulares hasta que en 1857 zarpó desde Cádiz el 12 de mayo de 1857, acompañado de su gemelo  Isabel II, la fragata Bailén, el bergantín Pelayo y las urcas Pinta y Santacilia con 1450 hombres de desembarco a bordo, fondeando en La Habana el 25 de junio. Se le ordenó permanecer en aquellas aguas para suplir al también vapor de paletas hundido un año antes, el Fernando el Católico.
Participó en la demostración disuasoria frente a Puerto Príncipe en 1861.
Entre 1861-1862, participó en la expedición contra México junto con fuerzas del Reino Unido y Francia, como parte de la escuadra que mandaba el general Joaquín Gutiérrez de Rubalcaba, comandante general del Apostadero de La Habana. Cuando quedaron al descubierto las intenciones francesas de colocar a Maximiliano I de Habsburgo como emperador de México, se le ordenó retornar a Cuba. 
Tras el triunfo de la Gloriosa, fue renombrado el 13 de octubre de 1868 con el nombre de su desaparecido gemelo.
Trasladó los restos mortales de Ángel Laborde desde La Habana a Ferrol en 1870, para su posterior traslado al Panteón de Marinos Ilustres.
El 14 de julio de 1873 se subleva junto al resto de la Escuadra de Reserva destinada en Cartagena, uniéndose a la Sublevación Cantonal y siendo rebautizado durante este periodo como Despertador del Cantón.
Es enviado con tropas a bordo a Mazarrón y Águilas. Ambas poblaciones se unen a la sublevación y constituyen juntas locales el 19 de julio de 1873.
El 16 de septiembre de 1873, se hace de nuevo a la mar desde Cartagena en compañía de las fragatas blindadas Numancia y Méndez Núñez con rumbo a Águilas, con el brigadier Carreras y fuerzas de desembarco a bordo. En su salida son seguidos por las fragatas británicas HMS Swiftsure y HMS Invincible, la goleta HMS Torch y la corbeta italiana Venecia. A su llegada a Águilas el 17 de septiembre, son recibidos con disparos de las fuerzas de carabineros, que poco después se retiran hacia Lorca, tras lo cual las tropas cantonales ocuparon la ciudad, requisando un falucho cargado de víveres y 20.000 pesetas en metálico.
El 19 de septiembre de 1873, vuelve a zarpar junto a las fragatas Numancia y Méndez Núñez en dirección a Alicante. Ante la negativa de las autoridades alicantinas a volver a unirse a la sublevación cantonal, amenazaron con bombardearlos, instalando en respuesta el gobernador militar, el general Francisco Canaleta, varias baterías en el puerto.
El 2 de octubre de 1873, junto con la fragata Tetuán, parte de Cartagena con rumbo sur, con una fuerza de desembarco de 600 hombres a bordo. Tras desembarcar en la La Garrucha, formaron dos columnas de desembarco con destino a las localidades de Vera y Cuevas de Almanzora la primera, y Mojácar la segunda. Pocas horas después regresan a sus buques con 4.000 duros en metálico y 10 000 más en víveres y ganado.
El 11 de octubre de 1873, participó bajo el mando del piloto José Calvo con la escuadra cantonalista en el combate naval de Portmán contra la escuadra gubernamental comandada por el almirante Miguel Lobo y Malagamba.
El 16 de octubre de 1873, libre la ciudad de Cartagena de bloqueos navales tras el combate naval de Portmán, apresó en la bahía de Portmán una goleta y cinco faluchos que venían a aprovisionar al ejército sitiador.

### Hundimiento
El 17 de octubre de 1873, zarpó de Cartagena con rumbo a Valencia y Barcelona acompañado de las fragatas Numancia, Tetuán y Méndez Núñez, con el general Juan Contreras, Roque Barcia, Tomaset, varios dirigentes federales valencianos y catalanes, y un nutrido número de tropas a bordo de los buques cantonales, que eran vigilados por tres fragatas británicas. Llevan como principal misión intentar unir a la sublevación cantonal a las citadas ciudades. Hacia las cuatro de la madrugada del 20 de octubre, la fragata Numancia embistió accidentalmente al Fernando el Católico, espoleándolo y echándolo a pique en escasos minutos con gran pérdida de vidas.